# Nationalkomitéen for et frit Europa
Nationalkomitéen for et frit Europa (eng.: National Committee for a Free Europe) var en amerikansk antikommunistisk gruppering, grundlagt i juni 1949 i New York, som arbejdede for at frigøre Europa fra sovjetisk besættelse og diktatur. Nationalkomitéen stod bag den amerikanske antikommunistiske radiostation Radio Free Europe.